# Сёр-Эурдал
Сёр-Эурдал (норв. Sør-Aurdal) — коммуна в губернии Оппланн в Норвегии. Административный центр коммуны — город Багн. Официальный язык коммуны — нейтральный. Население коммуны на 2007 год составляло 3176 чел. Площадь коммуны Сёр-Эурдал — 1108,99 км², код-идентификатор — 0540.

## История населения коммуны
Население коммуны за последние 60 лет.

Статистика коммуны Сёр-Эурдал